# Tikourine
Les tikourine, ou kouirette, sont des boulettes de semoule et d'herbes cuites à la vapeur, préparées par les Chenouis, à Tipaza.

## Origine et étymologie
Tikourine signifie « boulette » en berbère du Chenoua ; kouirette est son équivalent en arabe algérien.

## Description et préparation
Ces boulettes sont composées de treize espèces de plantes, dont la menthe pouliot, l'aneth, le céleri, le thym, auxquelles s'ajoutent la semoule, l'ail, le piment et l'huile d'olive. Ces boulettes sont cuites à la vapeur.
Les tikourine se préparent de l'hiver au printemps et pour célébrer Yennayer. Elles accompagnent souvent la chorba aux lentilles.